# بیت‌کوین کش
بیت کوین کش (نقد) (انگلیسی: Bitcoin Cash) یک رمزارز در دنیای ارزهای رمز پایه است که در سال ۲۰۱۷ از روی شاخه زنجیره بلاکچین بیت کوین به دلیل تغییر در اندازه سایز هر بلوک و تغییراتی بر روی کد ایجاد شد. این جدا شدن که به هارد فورک معروف است در ۱ اوت سال ۲۰۱۷ انجام شد و این فورک منجر به جدا شدن بیت کوین کش از بیت کوین شد. در آن زمان هر کس که دارنده مقداری بیت کوین بود، به همان میزان نیز بیت کوین کش دریافت کرد.
در ۱۵ نوامبر سال ۲۰۱۸، این رمزارز دوباره به دو شاخه جدید به نام بیت کوین کش ABC و بیت کوین SV تقسیم شد و این موضوع بحث و جدال زیادی در مراجع خبری مرتبط با این حوزه ایجاد کرد.

## بنیان‌گذار
راجر ور (به انگلیسی: Roger Ver) که به مسیح بیت کوین نیز شهرت دارد، از همان ابتدا جزو جامعه بیت کوین بود و در استارت‌آپ های بلاکچینی حضور پررنگی داشت. او در حال حاضر حامی اصلی بیت کوین کش و مالک وبسایت Bitcoin.com است.
در ماه نوامبر سال ۲۰۱۸ که بحث هارد فورک بیت کوین کش آغاز شد، راجر ور رقیب جدیدی با نام کریگ استیون رایت (Craig Steven Wright) پیدا کرد که حامی اصلی شاخه بیت کوین SV شد و جنگ رسانه ای بزرگی برای راجر ور ایجاد کرد. او خود را ساتوشی ناکاموتو واقعی عنوان کرد و شاخه بیت کوین کش SV را هدف نهایی ساتوشی ناکاموتو اعلام کرد.

## معرفیکیف پولهای معتبر بیت کوین کش

### کیف پولسخت افزاری:
- کیف پول KeepKey
- کیف پول Trezor
- کیف پول Ledger Nano S

### کیف پولنرم افزاری:
- کیف پول Exodus
- کیف پول Jaxx

### کیف پولموبایل:
- کیف پول Coinomi
- کیف پول Free wallet
- کیف پول CoinSpace

## تاریخچه
کند شدن شبکه بیت کوین و افزایش کارمزدهای تراکنش‌ها در سال ۲۰۱۷ باعث شد جامعه بیت کوین به دنبال افزایش مقیاس پذیری و راهکاری برای این مشکل باشند. تکنولوژی جدیدی با نام سگویت (Segwit) توسط بعضی از توسعه دهندگان مطرح شد و ابتدا استقبال خوبی از آن شد. این تکنولوژی این قابلیت را دارد تا اندازه بلوک‌های شبکه را افزایش دهد. اما با نزدیک شدن زمان پیاده‌سازی این لایه جدید روی بلاک چین بیت کوین، اکثر جامعه و ماینرهای چینی با آن مخالفت کردند و این موضوع باعث شد در ماه ژوئیه سال ۲۰۱۷ تعدادی از جامعه بیت کوین به همراه راجر ور پیشنهاد دو شاخه شدن بیت کوین را دادند.
در نهایت در ۱ اوت ۲۰۱۷، شاخه جدید بیت کوین با نام بیت کوین کش ABC ایجاد شد و بعدها با نام اختصار بیت کوین کش شناخته شد.

## معاملات
در حال حاضر بیت کوین کش در صرافی‌های آنلاین زیادی که در این حوزه فعالیت می‌کند، معامله می‌شود. اکسچنج‌هایی مانند بایننس (Binance)، جمینای (Gemini)، کوین بیس (Coinbase) ، اکسیر (EXIR) و اوکی اکس (okex) از این رمزارز پشتیبانی می‌کنند.

## تفاوت بیت کوین و بیت کوین کش
یکی از تفاوت‌های بیت کوین کش با بیت کوین در اینست که اندازه بلوکها از ۱ مگابایت به ۸ مگابایت افزایش پیدا کرده‌است.
بیت کوین کش همچنین سگ ویت را حذف می‌کند، برای اینکار یکسری کدهای پیشنهادی طراحی می‌شوند تا با حذف بخشهای خاصی از معامله، فضای بلوک آزاد شود.
هدف بیت کوین کش افزایش تعداد تراکنش‌هایی است که می‌تواند پردازش شود و طرفداران امیدوارند که این تغییر، بیت‌کوین کش را قادر به رقابت با حجم معاملات پی پال و ویزا (Visa) بکند، که در آنها اینکار با افزایش اندازه بلوکها صورت می‌گرفت.<

## ارتباط قیمت بیت کوین کش با قیمت بیت کوین
قیمت بیت‌کوین کش کاملا بی ارتباط با قیمت بیت کوین است. اما نکته ای که حائز اهمیت است این است که بیت کوین به عنوان اولین و مهمترین رمزارز جهان شناخته می‌شود، افزایش یا کاهش قیمت بیت کوین می‌تواند روی قیمت سایر رمزارزها تاثیرگذار باشد. بنابراین این احتمال وجود دارد که این ارز روند قیمت بیت کوین را دنبال کند.

## کاربرد
این رمزارز با هدف بهبود بخشیدن به شبکه و مکانیسم بیت کوین ایجاد شد و هدف دارد تا در معاملات روزانه مردم وارد شود. در حال حاضر تمام کمپانی‌های بزرگ مانند لامبورگینی یا هواپیمایی فرانسه که بیت کوین می‌پذیرند، از بیت کوین کش نیز پشتیبانی می‌کنند.